# Ken Schinkel
Pour les articles homonymes, voir Schinkel.
Kenneth Calvin Schinkel (né le 27 novembre 1932 à Jansen dans la Saskatchewan et mort le 20 novembre 2020 à Fort Myers, Floride) est un joueur professionnel de hockey sur glace d'Amérique du Nord.

## Biographie

### Carrière de joueur
Shinkel a commencé à joueur au hockey au cours de la saison 1950-1951 et fera ses débuts dans la Ligue nationale de hockey avec les Rangers de New York pour la saison 1959-1960. Entre-temps, il aura joué dans les ligues juniors de l'Ontario puis dans la Ligue américaine de hockey. Au cours de la saison 1958-1959, il inscrit un total de 43 buts dans la saison régulière de la LAH, le meilleur total de but et second meilleur pointeur de la saison
Il reste dans la franchise jusqu'en 1967 et l'expansion de la ligue qui passe alors de six équipes à douze équipes.
Ainsi au cours du repêchage d'expansion, le 6 juin 1967, il rejoint l'effectif de la nouvelle franchise des Penguins de Pittsburgh pour qui il jouera de 1967 à 1973 (sa dernière saison de hockey). Au cours de sa première saison avec sa nouvelle équipe, Schinkel devient le premier joueur des Penguins sélectionné pour jouer le Match des étoiles de la LNH. Au cours de ces quelques années avec les Penguins, il est parmi les meilleurs pointeurs de l'équipe sans que l'équipe ne fasse réellement parler d'elle. Le 12 janvier 1973, il décide de prendre sa retraite en tant que joueur.

### Carrière d'entraîneur
Le lendemain, il devient entraîneur de l'équipe en remplacement de Red Kelly. Il occupe ainsi le poste d'entraîneur de l'équipe entre janvier 1973 et février 1974. Au cours de cette saison, il est remplacé par Marc Boileau. Deux ans plus tard, au cours de la saison 1975-1976, il est de retour sur le banc de l'équipe pour la fin de la saison. Deux années de suite, il permet à l'équipe de se qualifier alors pour les séries éliminatoires mais à chaque fois l'équipe va perdre au premier tour contre les Maple Leafs de Toronto. Le 13 juin 1977, Johnny Wilson est nommé nouvel entraîneur de l'équipe, Schinkel trouvant le poste beaucoup trop stressant. Par la suite, il restera pendant un temps au sein de l'organisation des Penguins.

## Statistiques

### Statistiques de joueur
| Saison     | Équipe                      | Ligue         |     | Saison régulière | Saison régulière | Saison régulière | Saison régulière | Saison régulière |   | Séries éliminatoires | Séries éliminatoires | Séries éliminatoires | Séries éliminatoires | Séries éliminatoires |
| Saison     | Équipe                      | Ligue         | PJ  | B                | A                | Pts              | Pun              | PJ               | B | A                    | Pts                  | Pun                  |                      |                      |
| 1950-1951  | Kin Juniors de Lindsay      | OHA-B[Quoi ?] | 0   | 11               | 8                | 19               | 0                | -                | - | -                    | -                    | -                    |                      |                      |
| 1951-1952  | Kin Juniors de Lindsay      | OHA-B         |     |                  |                  |                  |                  |                  |   |                      |                      |                      |                      |                      |
| 1952-1953  | Teepees de Saint-Catharines | OHA           | 56  | 21               | 22               | 43               | 0                | -                | - | -                    | -                    | -                    |                      |                      |
| 1953-1954  | Indians de Springfield      | QHL           | 39  | 5                | 14               | 19               | 6                | -                | - | -                    | -                    | -                    |                      |                      |
| 1953-1954  | Warriors de Syracuse        | LAH           | 28  | 7                | 14               | 21               | 4                | -                | - | -                    | -                    | -                    |                      |                      |
| 1954-1955  | Kings de Pembroke Lumber    | NOHA[Quoi ?]  |     |                  |                  |                  |                  |                  |   |                      |                      |                      |                      |                      |
| 1955-1956  | Indians de Springfield      | LAH           | 57  | 18               | 16               | 34               | 42               | -                | - | -                    | -                    | -                    |                      |                      |
| 1956-1957  | Indians de Springfield      | LAH           | 64  | 22               | 36               | 58               | 2                | -                | - | -                    | -                    | -                    |                      |                      |
| 1957-1958  | Indians de Springfield      | LAH           | 70  | 11               | 27               | 38               | 40               | 13               | 3 | 3                    | 6                    | 2                    |                      |                      |
| 1958-1959  | Indians de Springfield      | LAH           | 70  | 43               | 42               | 85               | 19               | -                | - | -                    | -                    | -                    |                      |                      |
| 1959-1960  | Rangers de New York         | LNH           | 69  | 13               | 16               | 29               | 27               | -                | - | -                    | -                    | -                    |                      |                      |
| 1960-1961  | Rangers de New York         | LNH           | 38  | 2                | 6                | 8                | 18               | -                | - | -                    | -                    | -                    |                      |                      |
| 1960-1961  | Indians de Springfield      | LAH           | 28  | 13               | 8                | 21               | 25               | 7                | 3 | 3                    | 6                    | 9                    |                      |                      |
| 1961-1962  | Rangers de New York         | LNH           | 65  | 7                | 21               | 28               | 17               | 2                | 1 | 0                    | 1                    | 0                    |                      |                      |
| 1962-1963  | Rangers de New York         | LNH           | 69  | 6                | 9                | 15               | 15               | -                | - | -                    | -                    | -                    |                      |                      |
| 1963-1964  | Rangers de New York         | LNH           | 4   | 0                | 0                | 0                | 0                | -                | - | -                    | -                    | -                    |                      |                      |
| 1963-1964  | Clippers de Baltimore       | LAH           | 64  | 23               | 33               | 56               | 35               | -                | - | -                    | -                    | -                    |                      |                      |
| 1964-1965  | Clippers de Baltimore       | LAH           | 72  | 30               | 41               | 71               | 16               | 5                | 1 | 2                    | 3                    | 0                    |                      |                      |
| 1965-1966  | Clippers de Baltimore       | LAH           | 72  | 30               | 45               | 75               | 31               | -                | - | -                    | -                    | -                    |                      |                      |
| 1966-1967  | Clippers de Baltimore       | LAH           | 51  | 25               | 31               | 56               | 29               | -                | - | -                    | -                    | -                    |                      |                      |
| 1966-1967  | Rangers de New York         | LNH           | 20  | 6                | 3                | 9                | 0                | 4                | 0 | 1                    | 1                    | 0                    |                      |                      |
| 1967-1968  | Penguins de Pittsburgh      | LNH           | 57  | 14               | 25               | 39               | 19               | -                | - | -                    | -                    | -                    |                      |                      |
| 1968-1969  | Penguins de Pittsburgh      | LNH           | 76  | 18               | 34               | 52               | 18               | -                | - | -                    | -                    | -                    |                      |                      |
| 1969-1970  | Penguins de Pittsburgh      | LNH           | 72  | 20               | 25               | 45               | 19               | 10               | 4 | 1                    | 5                    | 4                    |                      |                      |
| 1970-1971  | Penguins de Pittsburgh      | LNH           | 50  | 15               | 19               | 34               | 6                | -                | - | -                    | -                    | -                    |                      |                      |
| 1971-1972  | Penguins de Pittsburgh      | LNH           | 74  | 15               | 30               | 45               | 10               | 3                | 2 | 0                    | 2                    | 0                    |                      |                      |
| 1972-1973  | Penguins de Pittsburgh      | LNH           | 42  | 11               | 10               | 21               | 16               | -                | - | -                    | -                    | -                    |                      |                      |
| Totaux LNH | Totaux LNH                  | Totaux LNH    | 636 | 127              | 198              | 325              | 165              | 19               | 7 | 2                    | 9                    | 4                    |                      |                      |

### Statistiques d'entraîneur
| Saison    | Équipe                 | Ligue  | M                         | V                         | D                         | N                         | %V                        | Classement fin saison     | Résultat des séries          |
| --------- | ---------------------- | ------ | ------------------------- | ------------------------- | ------------------------- | ------------------------- | ------------------------- | ------------------------- | ---------------------------- |
| 1972-1973 | Penguins de Pittsburgh | LNH    | Arrive en cours de saison | Arrive en cours de saison | Arrive en cours de saison | Arrive en cours de saison | Arrive en cours de saison | 5e division Ouest         | Non qualifié pour les séries |
| 1973-1974 | Penguins de Pittsburgh | LNH    | 78                        | 28                        | 41                        | 9                         | 36 %                      | 4e division Est           | Non qualifié pour les séries |
| 1974-1975 | Penguins de Pittsburgh | LNH    | Départ en cours de saison | Départ en cours de saison | Départ en cours de saison | Départ en cours de saison | Départ en cours de saison | Départ en cours de saison | Départ en cours de saison    |
| 1975-1976 | Penguins de Pittsburgh | LNH    | 37                        | 20                        | 10                        | 7                         | 54 %                      | 3e division Norris        | 1-2 Maple Leafs de Toronto   |
| 1976-1977 | Penguins de Pittsburgh | LNH    | 80                        | 34                        | 33                        | 13                        | 50,6 %                    | 3e division Norris        | 1-2 Maple Leafs de Toronto   |
| Totaux    | Totaux                 | Totaux | 203                       | 83                        | 92                        | 28                        | 47,8 %                    | —                         | —                            |